# Grand Prix FINA de plongeon 2013
Navigation
Édition 2012 Édition 2014
L'édition 2013 du Grand Prix FINA de plongeon, se dispute durant les mois de février et juin et comporte sept étapes.

## Les étapes
| Date             | Lieu            |
| ---------------- | --------------- |
| 15 au 17 février | Madrid          |
| 22 au 24 février | Rostock         |
| 2 au 5 mai       | Gatineau        |
| 9 au 12 mai      | Fort Lauderdale |
| 16 au 19 mai     | San Juan        |
| 29 au 31 mai     | Kazan           |
| 28 au 30 juin    | Bolzano         |

## Classement

### Hommes
| Place | Nom              | Nationalité | Point |
| ----- | ---------------- | ----------- | ----- |
| 1     | He Chao          | Chine       | 84    |
| 2     | Sun Zhiyi        | Chine       | 51    |
| 3     | Constantin Blaha | Autriche    | 41    |
| 4     | Li Shixin        | Chine       | 38    |
| 5     | Cesar Castro     | Brésil      | 36    |

| Place | Nom            | Nationalité | Point |
| ----- | -------------- | ----------- | ----- |
| 1     | Yang Jian      | Chine       | 73    |
| 2     | Maxim Bouchard | Canada      | 37    |
| 2     | Xie Siyi       | Chine       | 37    |
| 4     | Vadim Kaptur   | Biélorussie | 35    |
| 5     | Huo Liang      | Chine       | 34    |

| Place | Pays       | Point |
| ----- | ---------- | ----- |
| 1     | Chine      | 75    |
| 2     | Mexique    | 67    |
| 3     | Mexique    | 49    |
| 4     | États-Unis | 35    |
| 5     | Colombie   | 32    |

| Place | Pays        | Point |
| ----- | ----------- | ----- |
| 1     | Chine       | 72    |
| 2     | Mexique     | 52    |
| 3     | Allemagne   | 40    |
| 4     | Biélorussie | 36    |
| 5     | Cuba        | 32    |

### Femmes
| Place | Nom               | Nationalité | Point |
| ----- | ----------------- | ----------- | ----- |
| 1     | Liu Jiao          | Chine       | 68    |
| 2     | Dolores Hernandez | Mexique     | 49    |
| 3     | Wang Han          | Chine       | 42    |
| 4     | Emma Friesen      | Canada      | 37    |
| 5     | Pamela Ware       | Canada      | 34    |

| Place | Nom               | Nationalité | Point |
| ----- | ----------------- | ----------- | ----- |
| 1     | Lian Jie          | Chine       | 77    |
| 2     | Huang Xiaohui     | Chine       | 52    |
| 2     | Iuliia Prokopchuk | Ukraine     | 52    |
| 4     | Si Yajie          | Chine       | 37    |
| 5     | Daria Govor       | Russie      | 29    |

| Place | Pays      | Point |
| ----- | --------- | ----- |
| 1     | Chine     | 75    |
| 2     | Russie    | 55    |
| 3     | Australie | 51    |
| 4     | Ukraine   | 49    |
| 5     | Pays-Bas  | 38    |

| Place | Pays    | Point |
| ----- | ------- | ----- |
| 1     | Chine   | 72    |
| 2     | Mexique | 62    |
| 3     | Canada  | 30    |
| 4     | Russie  | 28    |
| 5     | Hongrie | 24    |

## Vainqueurs par épreuve
| Étapes          | Hommes        | Hommes        | Hommes      | Hommes       |                  | Femmes           | Femmes      | Femmes        | Femmes |
| Étapes          | Tremplin 3 m  | Haut vol 10 m | Synchro 3 m | Synchro 10 m | Tremplin 3 m     | Haut vol 10 m    | Synchro 3 m | Synchro 10 m  |        |
| Madrid          | He Chao       | Xie Siyi      | Chine       | Chine        | Wang Han         | Iulia Prokopchuk | Chine       | Chine         |        |
| Rostock         | He Chao       | Yang Jian     | Chine       | Chine        | Wang Han         | Si Yajie         | Chine       | Chine         |        |
| Gatineau        | He Chao       | Yang Jian     | Chine       | Chine        | Jennifer Abel    | Meaghan Benfeito | Chine       | Chine         |        |
| Fort Lauderdale | He Chao       | Zhang Yanquan | Chine       | Chine        | Jun Zhang        | Jie Lian         | Chine       | Chine         |        |
| San Juan        | Cesar Castro  | Liang Huo     | Colombie    | Chine        | Lin Qu           | Lian Jie         | Chine       | Chine         |        |
| Kazan           | Ilia Zakharov | Wu Jun        | Russie      | Chine        | Nadezhda Bazhina | Zhang Nanju      | Chine       | Corée du Nord |        |
| Bolzano         | Chen Rongguam | Yang Jian     | Mexique     | Chine        | Tania Cagnotto   | Zhu Jiaming      | Italie      | Mexique       |        |